# Stizolobium imbricatum
Stizolobium imbricatum là một loài thực vật có hoa trong họ Đậu. Loài này được (Roxb.) Kuntze miêu tả khoa học đầu tiên năm 1891.